# Xiangshanparken
Xiangshanparken (香山公园; Xiāng gōngyuán) eller Fragrant Hills eller Jingyiparken (靜宜园; Jìngyíyuán) är en park i Haidian väster om Peking i Kina. Xiangshanparken är ett skoqgsgrönområde längs en bergssida av Västra bergen med historiska byggnader från den kejsartiden. Området upptar 1 600 000 m² med den högsta punkten 557 m över havet. Xiangshanparken ligger utanför nordvästra Femte ringvägen 20 km nordväst om centrala Peking. 

## Historia
Under Jindynastin uppfördes en park 1186 i Västra bergen. Vid den tiden brukade kejsarna jaga i området, och ett palats uppfördes år 1200. Parkområdet underhölls och användes även av efterföljande Yuandynastin och Mingdynastin. 1745 under Qingdynastin gjorde Qianlong-kejsaren en storskalig utbyggnad av området, och parken tillhörde tillsammans med Sommarpalatset, Yuanmingyuan och Jingmingparken det kejeserliga trädgårdarna som Qingdynastin uppförde. Parken fick 28 muromgärdade palats och fick namnet Jingyiparken.
Jingyiparken brändes ner och förstördes 1860 under Andra opiumkriget och drabbades av fortsatt förstörelse år 1900 under Boxarupproret.
1949 blev Xiangshanparken ett centrum för Kinas kommunistiska parti, och Mao Zedong bodde i Shuangqingvillan (双清别墅). 1956 öppnades Xiangshanparken formellt för allmänheten, och efter en omfattande renovering är parken nu ett populärt turistmål.

## Geografi och klimat
Terrängen runt Xiangshanparken är kuperad åt nordväst, men åt sydost är den platt. Xiangshanparken ligger uppe på en höjd.